# Taunšic
Taunšic (rusky Тауншиц) je v současnosti neaktivní stratovulkán, který se nachází ve východní části poloostrova Kamčatka, asi 10 km západně od masivní kaldery Uzon. Převážně andezitový vulkán vznikl přibližně před 39 000 lety a jeho vrchol je ukončen kráterem, který vznikl před 8000 lety během mohutné erupce. Další, zatím poslední erupce se odehrála přibližně v roce 550 př. Kr..
Na jižním svahu, jak dále od svahu směrem na jih se nachází několik struskových kuželů holocenního stáří.